# Степногорск
Степного́рск (каз. Степногорск) — город в Акмолинской области Казахстана (в 255 км от административного центра — Кокшетау). Административный центр одноимённой городской администрации.

## География
Степногорск расположен в 185 км к северу от Астаны и в 255 км к юго-востоку от административного центра Кокшетау. До середины восьмидесятых годов XX века город не изображался на картах, но на факт его существования в открытой печати указывало наличие футбольной команды «Химик» (Степногорск), выступавшей за Целиноградскую область Казахской ССР.

## Климат
Климат резко континентальный, засушливый. Весной характерна сухая ветреная неустойчивая погода с высокой дневной температурой воздуха и ночными заморозками. В летнее время над степными пространствами под влиянием интенсивного прогревания воздуха устанавливается безоблачная сухая, жаркая погода. Снежный устойчивый покров образуется обычно в середине ноября на срок 130—150 дней. В январе происходит заметное усиление морозов. Количество дней с морозами до — 25°С и ниже колеблется от 10-14, а в некоторые годы до 20 дней за месяц. Снежный покров достигает высоты 20-22 см. Весна наступает во 2-й половине марта и длится 1,5-2 месяца. Повышение температуры до 0°С происходит обычно в начале апреля. Средняя годовая температура + 1,3°С. Амплитуда колебаний температур 84°. Самая холодная зима наблюдалась в 1976—1977 гг.: до −44,4°С с ветром. Температурный рекорд лета — август 2002 года: +44°С. Самый сильный ветер зафиксирован зимой 1995 года — 28-34 м/сек при нулевой видимости. Степногорской метеостанцией зафиксировано полярное сияние, которое можно было наблюдать 14 и 16 марта 1989 года.
| Показатель                                               | Янв.  | Фев.  | Март  | Апр. | Май  | Июнь | Июль | Авг. | Сен. | Окт. | Нояб. | Дек.  | Год   |
| -------------------------------------------------------- | ----- | ----- | ----- | ---- | ---- | ---- | ---- | ---- | ---- | ---- | ----- | ----- | ----- |
| Абсолютный максимум, °C                                  | 1,0   | 5,0   | 9,0   | 27,0 | 31,0 | 33,0 | 35,0 | 36,0 | 33,0 | 23,0 | 11,0  | 1,0   | 36,0  |
| Средний суточный максимум, °C                            | −2,9  | −1,8  | 4,3   | 18,7 | 25,2 | 28,8 | 29,2 | 29,0 | 23,9 | 13,9 | 3,8   | −1,5  | 14,2  |
| Средняя температура, °C                                  | −14,8 | −12,6 | −4,3  | 7,9  | 15,7 | 21,9 | 21,0 | 21,2 | 13,9 | 4,2  | −5,7  | −12,3 | 4,6   |
| Средний суточный минимум, °C                             | −26,2 | −21,9 | −12,9 | −3,1 | 5,8  | 13,0 | 10,8 | 11,4 | 5,2  | −6   | −17,5 | −27,4 | −5,8  |
| Абсолютный минимум, °C                                   | −38   | −33   | −20   | −8   | 1,0  | 8,0  | 10,0 | 7,0  | 1,0  | −13  | −29   | −38   | −38   |
| Норма осадков, мм                                        | 16,9  | 13,8  | 13,4  | 19,7 | 34,3 | 42,2 | 56,3 | 42,8 | 25,0 | 29,5 | 22,0  | 16,6  | 332,5 |
| Источник: GISMETEO (источник наблюдения 2012г. - 2019г.) |       |       |       |      |      |      |      |      |      |      |       |       |       |

## История
Изначально это был «секретный» населённый пункт (ЗАТО), в разное время имевший «номерные» названия: Целиноград-25, Макинск-2. Причиной закрытости города был Целинный горно-химический комбинат (его основная специализация — переработка урановой руды), а также Степногорская научная опытно-промышленная база (на нём велась разработка и производство бактериологического оружия). В частности, в 1983—1987 гг. здесь работал К. Б. Алибеков, под руководством которого было налажено массовое производство боевого штамма сибирской язвы, а также испытывались другие образцы, в частности, оружейный «вариант У» вируса Марбург.
4 мая 1955 года постановлением Правительства СССР начато строительство Комбината № 4 (Северо-Казахстанский комбинат, с 1964 года — Целинный горно-химический комбинат), ориентированного на добычу урана и других химических элементов для ядерной индустрии.
Статус города получен в 1964 году. Первым председателем горисполкома с 1958 года был Герой Социалистического Труда Арсений Иванович Серов, который руководил городом до января 1969 года. 3 июля 1964 года в административно-территориальное подчинение города Степногорска решением Целинного крайисполкома был передан посёлок Строителей (31 октября 1968 года посёлок был отнесён к категории посёлков городского типа с присвоением названия Заводской).
Первым акимом Степногорска в независимом Казахстане был Койшибаев Марат Советович. Решением акима Акмолинской области № 30 от 11 марта 1997 года «Об изменении границ г. Степногорска, Алексеевского и Ерементауского районов» посёлки Бестюбе и Аксу Селетинского района были переданы в административно-территориальное подчинение города Степногорска.
Посёлок Володарское Кокшетауской области (расположение Рудоуправления № 5 ЦХГК), посёлок Красногорский Есильского района (расположение Рудоуправления № 4 ЦГХК), а также посёлок Заозёрный в Кокшетауской области (расположение Рудоуправления № 3 ЦГХК) были выведены из административно-территориального подчинения г. Степногорска.
Из состава Селетинского района в административно-территориальное подчинение города Степногорска был передан Карабулакский сельский округ с селениями Коксал и Первомайка.
Решением 20-й внеочередной сессии Аккольского раймаслихата от 21 июля 1998 года сёла Карабулак и Коксал Богембайского сельского округа были переданы в административное подчинение города Степногорска.
10 сентября 1995 года Постановлением Акмолинского областного маслихата и главы Акмолинской областной администрации № 1-1V-14 из состава Ивановской сельской администрации Алексеевского района в административное подчинение города Степногорска было передано село Первомайка.
На основании постановления акимата Аккольского района от 1 апреля 2013 года №А-4/115 и решения Аккольского районного маслихата от 1 апреля 2013 года №С 16-1 «О внесении предложения по изменению административно-территориального устройства Аккольского района» Акмолинский областной маслихат решил и акимат Акмолинской области постановил передать село Кырык кудык Аккольского района в административное подчинение города Степногорска.
На основании постановления Правительства Республики Казахстан от 6 мая 2013 года № 455 «Об изменении административных границ районов и городов областного значения Республики Казахстан» акимат Акмолинской области и Акмолинский областной маслихат 8 мая 2013 года решили изменить границы города Степногорска и Аккольского района путём передачи земель Богенбайского сельского округа Аккольского района в административное подчинение города Степногорска.
В административном подчинении города Степногорска остаётся посёлок Шантобе Сандыктауского района (бывший Балкашинский район) Акмолинской области, где базируется Рудоуправление № 1 Степногорского горно-химического комбината (бывший ЦГХК).
В городе находится колония для осужденных — учреждение № 5 Комитета уголовно-исполнительной системы МВД РК.

## Административное деление
Площадь территории, которая находится в подчинении городского акимата, составляет 2905 км² (земли сельскохозяйственного назначения — 1547 км²; земли населённых пунктов — 772 км²; земли промышленности, транспорта — 41 км²; земли лесного фонда — 55 км²; земли запаса — 490 км²). Площадь собственно города Степногорска — 15 836 га, в том числе площадь промышленной зоны — 8 690 га.
Численность населения на территории, которая находится в подчинении городского акимата, составляет 68 052 человека, в том числе:
- город Степногорск — 46 253,
- посёлок Аксу — 3 986,
- посёлок Бестобе — 6 754,
- посёлок Заводской — 3 916,
- посёлок Шантобе — 3 609, в его подчинении находится также село Новокронштадка; и посёлок Шантобе, и село Новокронштадка расположены на землях Сандыктауского района Акмолинской области в 450 км от города Степногорска,
- село Карабулак
- Богенбайский сельский округ, включает в себя села Богенбай и Байконыс
- село Изобильное (в административном подчинении акимата города Степногорска с 2013 года, до этого в составе Ерейментауского района Акмолинской области[12]),
- село Кырыккудык (в административном подчинении акимата города Степногорска с 2013 года, до этого в составе Аккольского района Акмолинской области[12]).

## Население
| Численность населения | Численность населения | Численность населения | Численность населения | Численность населения | Численность населения | Численность населения | Численность населения | Численность населения |
| 1970                  | 1979                  | 1989                  | 1999                  | 2004                  | 2005                  | 2006                  | 2007                  | 2008                  |
| --------------------- | --------------------- | --------------------- | --------------------- | --------------------- | --------------------- | --------------------- | --------------------- | --------------------- |
| 25 956                | ↗45 794               | ↗58 200               | ↘47 372               | ↘41 573               | ↗42 678               | ↗43 440               | ↗44 578               | ↗45 211               |
| 2009                  | 2010                  | 2011                  | 2012                  | 2013                  | 2014                  | 2015                  | 2016                  | 2018                  |
| ↗46 712               | ↘46 422               | ↗46 496               | ↘46 401               | ↗46 638               | ↗46 947               | ↗47 289               | ↗47 591               | ↘46 276               |
| 2019                  | 2024                  |                       |                       |                       |                       |                       |                       |                       |
| ↘45 917               | 45 934                |                       |                       |                       |                       |                       |                       |                       |

Население (2023), включая населённые пункты, входящие в состав городской администрации (городского акимата), — 68 460 человек.
В городе Степногорске и подчинённых посёлках проживает свыше 70 национальностей.
Национальный состав (на начало 2023 года):
- казахи — 31 274 чел. (45,68 %)
- русские — 26 516 чел. (38,73 %)
- украинцы — 3471 чел. (5,07 %)
- немцы — 2596 чел. (3,79 %)
- татары — 1462 чел. (2,14 %)
- белорусы — 800 чел. (1,17 %)
- поляки — 316 чел. (0,46 %)
- азербайджанцы — 181 чел. (0,26 %)
- башкиры — 161 чел. (0,24 %)
- узбеки — 145 чел. (0,21 %)
- киргизы — 128 чел. (0,19 %)
- молдаване — 115 чел. (0,17 %)
- мордва — 102 чел. (0,15 %)
- другие — 1193 чел. (1,74 %)
- Всего — 68 460 чел. (100,00 %)

## Промышленность
Предприятия города производят золото, полиметалл (уран), молибден, железнодорожные подшипники и др. На промышленных предприятиях работают 11 тысяч человек.
- металлургическая

- Степногорский горно-химический комбинат (ТОО «СГХК») - градообразующее предприятие. Гидрометаллургический завод (ГМЗ) комбината перерабатывает концентраты природного урана предприятий, входящих в структуру АО "Национальная атомная компания «Казатомпром». На заводе смонтирована и запущена в работу фабрика по переработке медно-молибденовой руды ТОО «Кызылту» производительностью до 1 млн тонн руды в год. С 2014 года рудник Шантобе находится на консервации, в 300 км на запад от города Степногорска.

- горнодобывающая

- Горно-металлургический концерн «Казахалтын» (ОАО «ГМК Казахалтын»). Производит золото. Принадлежат ему три богатейших казахских рудника Аксу, Бестобе и Жолымбет. На руднике Аксу работает 2 шахты и обогатительная фабрика. На руднике Бестобе, который располагается в 80 км к северо-востоку от Степногорска, работают 4 шахты и обогатительная фабрика. В 2017—2018 годах дочерней компанией ТОО «Казахалтын Teсhnology» на рудниках Аксу, Бестобе и Жолымбет введены в эксплуатацию фабрики по переработке техногенных минеральных образований.

- машиностроительная

- АО ЕПК Степногорск (Степногорский подшипниковый завод)
- ТОО «Целингормаш»
- ТОО «ЗГО» (Завод горного оборудования)

- химическая

- Степногорский филиал ТОО «Astana-Nan Chemicals»
- ТОО "СП СКЗ «Казатомпром»
- ТОО "Нефтяной Дом «Астана-Ойл»
- ТОО «Sаrесо»
- ТОО "Солодовый спиртзавод «АльфаОрганик» (ТОО «Биокорм»)
- ТОО «Агровит»
- ТОО «Прогресс-Агро»
- ТОО «ПрогрессСельхозхим»
- ТОО «Biotron Group»

## Сельское хозяйство
В городе действуют тепличные комплексы:
- ТОО «Тепличные Технологии Казахстана» (овощи, зеленные культуры, клубника, малина)[16]
- ТОО «Кунарлы» (розы, тюльпаны)
- ИП «Овчинников» (грибы — шампиньоны, вешенки, грибные консервы)

## Транспорт и связь
Городской общественный транспорт Степногорска представлен городским электропоездом, а также автотранспортным предприятием ТОО «Степногорскавтотранс», автобусом и маршрутным такси.
Линия городского электропоезда Степногорск—Заводской имеет протяжённость 24 километра, 7 промежуточных станций, 4 штатных состава в обращении; время проезда — около 35 минут, принадлежит «Степногорск Темір Жолы» (Степногорская железная дорога). В настоящее время, линия электропоезда закрытая
Есть городской аэропорт с грунтовой ВПП. Ежедневно принималось 4-5 рейсов из Целинограда (ныне Астана). Рейсы выполнялись самолётами АН-24. Также был налажен авиарейс из Омска, который выполнялся два раза в неделю. Ныне аэропорт закрыт.
Услуги связи населению и промышленным предприятиям города предоставляются городским узлом телекоммуникаций, являющимся структурным подразделением Акмолинской областной дирекции телекоммуникаций Акционерного общества «Казахтелеком». С июля 2011 года абонентам сети предоставляются услуги цифрового телевидения с брендом iD TV. Уровень цифровизации городской и сельской сети телекоммуникаций Степногорского ГПУТ составляет 100 %, на территории города функционирует 14 мультисервисных абонентских доступа, 7 городских и 4 сельских цифровых АТС. 100 % цифровизация сети — это высокая надежность связи, которая позволяет жителям города и поселков пользоваться широким спектром современных инфокоммуникационных услуг.

## Строительство
Строительная отрасль города представлена предприятиями: ТОО «СтройИнвестСтепногорск», ТОО «АвангардСтройСервис», ТОО «Eltex», ТОО «ПромстройСтепногорск», «МСУ-104».
Жилой фонд города Степногорска составляет 127,01 тыс. м². Жилых домов в г. Степногорске 281, квартир 20470. 5 заброшенных домов, 3 из которых — 9-этажные сооружения. В настоящее время ведётся активное восстановление заброшенных домов по государственной программе «Развитие регионов 2020».

## Энергетика
Единственным источником теплоснабжения является Степногорская ТЭЦ, обеспечивающим энергоресурсами население города и его производственно-промышленный комплекс. Максимальная тепловая мощность — 1002 ГКал/час.

## Культура
Сеть учреждений культуры города и поселков включает в себя 5 клубных государственных казённых предприятия: ЦДК «Горняк», «Театр эстрады» при ЦДК «Горняк», «Дом дружбы и творчества», ДК п. Аксу, ДК «Горняк» п. Шантобе, ДК «Рауан» п. Бестобе;
2 клуба: клуб села Изобильный; клуб посёлка Заводской.
2 коммунальных государственных учреждения:
КГУ «Централизованная библиотечная система», включающая 12 библиотек; из них 2 — городские, 6 — сельские, 4 — поселковые;
КГУ «Учебно-методический центр города Степногорска»
Историко-краеведческий музей.

## Средства массовой информации
Радио
| Название              | Частота, МГц | Язык вещания | Язык музыки |
| --------------------- | ------------ | ------------ | ----------- |
| Новое Радио (Жаңа FM) | 104,8        | RU, KZ       | RU, KZ, EN  |

Известный комик, родом из Степногорска: Нурлан Сабуров, многократно упоминал о своём происхождении, чем гордятся большинство жителей этого города. Летом 2021 года Нурлан услышал своих земляков и поддержал их в протесте против строительства предприятия по утилизации промышленных отходов. После обращения жителей комик опубликовал сторис в своем Instagram. «Мы, Степногорск, против ПХД», — написал он, выступив как посредник между народом и властями, осветив всё в СМИ. Позже обращение прокомментировали в акимате. Здесь пояснили, что проект строительства комплекса рассматривался на общественных слушаниях. Но из-за выявленных нарушений и с учётом мнения населения в его реализации будет отказано.

## Здравоохранение
В городе медицинскую помощь оказывают: Степногорская центральная городская больница мощностью 307 коек, Степногорская городская поликлиника мощностью 1136 посещений в смену, Степногорская региональная психиатрическая больница мощностью 175 коек.

## Образование
В городе действуют 17 дошкольных учреждений с охватом 2824 детей. Детских садов — 9, в том числе частных — 3. В городе и посёлках функционируют 22 общеобразовательные школы (19 — средних, 2 — основных, 1 — начальных школ). В том числе — КГУ "Областная специализированная школа-интернат № 4 для одарённых детей «Болашак».
А также есть школа-гимназия № 6.
Сеть дополнительного образования представлена Детской музыкальной школой, Детской художественной школой, Детским юношеским клубом «Батыр», Учебно-производственным комбинатом.

## Спорт
На территории города имеются 10 спортивных объекта, в том числе:
1 — Дворец Спорта, стадион и теннисный корт, 3 — плавательных бассейна, 6 — встроенных спортивных залов, 9 — хоккейных кортов, 31 — спортивных зала, 64 — спортивно-плоскостных сооружений, спортивные комплексы, лыжные базы, стрелковые тиры и боулинг.
В городе имеются спортивные базы:
— Областная специализированная школа-интернат-колледж олимпийского резерва им. Богенбай батыра (8 видов спорта: бокс, дзюдо, вольная борьба, греко-римская борьба, тяжелая атлетика, биатлон, плавание, лыжные гонки).
— Детско-юношеская спортивная школа (11 видов спорта: баскетбол, бокс, вольная борьба, футбол, дзюдо, художественная гимнастика, тяжелая атлетика, Президентское многоборье, + инвалидный спорт, биатлон, плавание).
— Детско-юношеский клуб «Батыр» (15 видов спорта: плавание, футбол, баскетбол, вольная борьба, қазақ күресі, хоккей, волейбол, Президентское многоборье, военное — прикладное многоборье, атлетическая гимнастика, настольный теннис, шашки, шахматы, тоғыз-құмалақ, асық ату).
— ДЮСШ Шантобе (6 видов спорта: баскетбол, бокс, волейбол, футбол, лыжные гонки, Президентское многоборье).

## Религия
На территории, которая находится в административном подчинении города Степногорска, действуют 11 зарегистрированных религиозных объединений. Исламского вероисповедания — 4, православного — 2, католического — 1, протестантского — 4.
Русская православная церковь
Степногорск административно относится к Восточному благочинию Кокшетауской и Акмолинской епархии Казахстанского митрополичьего округа Русской православной церкви (МП). В собственно городе Степногорске действует православный храм священномученика Елевферия Римского (Степногорск, 7 мкр., здание 18). В находящемся в административном подчинении города Степногорска посёлке Шантобе действует храм святого великомученика Пантелеимона (пос. Шантобе, ул. Ыбырай Алтынсарин (бывш. М. Горького), дом 9).
Римско-католическая церковь
Католичество на территории города Степногорск административно относится к Кокшетаускому деканату Архиепархии Пресвятой Девы Марии в Астане.
- религиозное объединение «Римско-католический приход Матери Божьей Фатимской»

## Главы

### Председатели городского исполнительного комитета
1. Серов, Арсений Иванович в июне 1964 года — до января 1969 года
2. Федосеев, Владимир Михайлович 1969—1976
3. Рамут, Вилнис Робертович 1976 по 1980 гг.
4. Сейтембетов, Султан Козданович 1980—1988
5. Рутковский, Фёдор Иванович 31 марта 1988 года — 1992/1993

### Акимы
1. Койшибаев, Марат Советович (февраль 1992—1999)
2. Денинг, Николай Яковлевич (октябрь 1999 — апрель 2004)
3. Джанабергенов, Кайрат Мырзаханович (6 апреля 2004—2005)
4. Смаилов, Жанболат Амангельдинович (февраль 2005 — май 2008)
5. Никишов, Андрей Николаевич (март 2008 — август 2012)
6. Такамбаев, Муратбек Шамилович (1 августа 2012 — май 2015)
7. Кумпекеев, Ануар Каиргельдыевич (май 2015 — август 2018)
8. Баяхметов, Еркебулан Еркешевич (сентябрь 2018 − октябрь 2021)
9. Каиржанов, Алпысбай Куандыкович (октябрь 2021 — 13 ноября 2024)[22]
10. Касенов, Гайдар Кабдуллаевич (с 13 ноября 2024)